# Brachygastra
Brachygastra – rodzaj owadów błonkoskrzydłych z rodziny osowatych (Vespidae), występujących w krainie neotropikalnej. Są szeroko rozprzestrzenione w Ameryce Środkowej i Południowej – od Meksyku do Argentyny, a zasięg jednego gatunku (B. mellifica) obejmuje południowo-zachodnią część Stanów Zjednoczonych.
Rodzaj ten obejmuje kilkanaście gatunków owadów eusocjalnych. Dwa z nich (B. lecheguana i B. mellifica) znane są z wytwarzania i magazynowania dużych ilości miodu, powszechnie wykorzystywanego przez lokalną ludność od Meksyku do Brazylii. Miód ten może zawierać trujące dla ludzi związki, zwłaszcza w okresie kwitnienia bieluni (Datura).

## Klasyfikacja
W 2012 roku Andena i Carpenter przeprowadzili rewizję taksonomiczną rodzaju, opisali nowy gatunek oraz opracowali klucz do oznaczania gatunków. 
Gatunki zaliczane do Brachygastra
- Brachygastra analis
- Brachygastra augusti
- Brachygastra azteca
- Brachygastra baccalaurea
- Brachygastra bilineolata
- Brachygastra borellii
- Brachygastra buyssoni
- Brachygastra cooperi
- Brachygastra fistulosa
- Brachygastra lecheguana
- Brachygastra mellifica
- Brachygastra moebiana
- Brachygastra mouleae
- Brachygastra myersi
- Brachygastra propodealis
- Brachygastra scutelleris
- Brachygastra smithii